# Тийндрама
Тийндрама е вид драма, при която фокусът е върху тийнейджърите. Този жанр не е съществувал в първите 45 години на телевизията; влиза в известност в началото на 90-те. Преди повечето сериали с фокус върху подрастващите са били стикоми, докато тийнейджърите в драмите са били обикновено част от по-голям ансамбъл, който е включвал възрастни и деца.
Тийндрамите невинаги, но често имат елементи на сапунка, което позволява на младите възрастни герои да растат и да се развиват от време на време, изправяйки се пред „реалистични“ тийнейджърски проблеми. Има много успешни тийндрами с основни теми на фантастика, фентъзи, екшън и приключенски.